# 土地調査事業
土地調査事業（とちちょうさじぎょう）とは、日本統治時代の台湾、日本統治時代の朝鮮で実施された土地調査及び土地測量事業のことである。

## 台湾での調査

### 背景
日本統治時代以前の台湾においては、一か所の土地に複数の地主がおり、一人の地主（大租戸）が政府が認定した「業主権」をもち、他の地主（小租戸）が実際の所有権を持ち自由に土地を処分できる一方、上位の地主（大租戸）に租税（大租）を納める必要があるという土地所有に関する複雑な法慣習があった。いわゆる「一田多主」の関係である。中国華南に由来するといわれる。このような法慣習下では、土地の所有権関係ならびに不動産移転の方式は不明確であり、無断開墾者の土地（隠田）に対する権利関係も不明確であった。1885年（光緒11年）台湾巡撫に任ぜられた劉銘伝は、隠田を整理し、土地所有をめぐる権利関係を明確化することを企画した。彼はまず、小租戸をもって「業主」と認め、政府に対する納税義務を課すと共に、大租戸に対する大租については4割減とした。大租戸にとっては政府への納税義務は解かれると共に、大租収入はこれまでの6割となった。いわゆる「減四留六」である。しかし劉銘伝のこの改革は、税収増加を主目的としたため、人民にとって過酷に過ぎたため、人民の離反を招き、彼は改革半ばにして、台湾巡撫の職を辞職した。

### 台湾総督府による土地調査事業の概要
日本による台湾支配の確立の過程で、台湾総督府は、土地調査、臨時台湾戸口調査、臨時台湾旧慣調査という三つの大きな調査事業を行っている。これは土地関係を把握し、その上にいる人間の属性を把握し、そしてその人が取り結ぶ社会関係を把握する三点セットの調査であって、総督府の以降の施策の基礎となった。そのうち土地調査の概要は以下のとおりである。1898年（明治31年）7月17日に公布された「台湾地籍規則及び土地調査規則」に基づき、台湾総督府臨時土地調査会は、地籍調査、三角測量、地形測量を実施した。これら事業を総称して土地調査事業という。調査は台北地区から始められ漸次中部、南部と進められた。この事業は、①その地区での調査開始宣言（告示）、②街庄長委員を総動員して「申告主義に基づく基礎台帳・書類の作成（各種帳簿作成）、③実地調査、④詳細地図の作成という順に進められた。街庄長というのは、地方行政事務を担当する下級官吏であり、多くは日本の占領統治に協力してとりたてられた者である。委員というのは申告の取りまとめに協力した地主総代にあたる。この街庄長委員の協力があって、抗日ゲリラ活動下での土地調査が可能となった。

### 大租権整理
この調査と同時に、総督府は、清朝以来の大租戸、小租戸、小作農の間の土地関係を整理し、1903年（明治36年）12月5日限りで大租戸の新設設定を禁止し大租権者には公債をもって補償金を交付した（大租権整理）。小租戸を真の土地所有者と確定し、納税の義務ありとした。そのため、「一田多主」という複雑な権利関係は単一化された。これらは、1904年（明治37年）5月20日公布の「大租権整理令」によるもので、総額378万円であらゆる大租権を統一して買い上げた。買い上げの方法は、11万円以下は現金で支払い、残りの367万円に対しては公債の方式で保証した。しかし、当時日露戦争の時期にあたっていたので、デマが飛び交い、大租戸たちが投げ売りを開始し、公債の価格が暴落した。総督府は、政府の威信と金融の安定を図るため、1905年（明治38年）より台湾銀行が、額面の7割で統一して買い取ることを決定した。

### 土地調査事業の効果
総督府にとっての土地調査の効果は以下の三点である。①地理地形を明らかにすることによる治安上の利点があった。②隠田をなくすという徴税上の利点があった。劉銘伝時代の測量をもとに全台湾で約36万甲と推計されていた耕地面積は、正確な地形図の作製の結果、実は約63万甲であることが判明した。これと同時に、税率も引き上げたので、総督府の税収が増え、台湾総督府の早期の財政独立化を果たすことができた。（後掲表参照）③土地所有権が確定され土地売買の障害も解消されたので、台湾総督府は大量の公有地に的を絞って開発を進めることができるようになった。台湾経済全体の観点からみると、日本資本が台湾投資や企業設立にあたって取引の安全を与えられたので、資本の誘因に役だったことになる。かくて土地調査事業は「台湾資本主義化」に必要な前提であり基礎工事であったといえる。ただしこの「土地調査事業」は田畑についてのみであり、林野については、「林野調査」事業を待たなければならなかった。

### 台湾総督府の地租収入額と台湾総督府総収入の変化
| 年度 | 地租（円） | 台湾総督府歳入総計（円） | 総督府歳入に占める地租の割合（％） |
| ---- | ---------- | ------------------------ | ---------------------------------- |
| 1896 | 752,000    | 9,652,000                | 8                                  |
| 1897 | 835,000    | 11,283,000               | 8                                  |
| 1898 | 782,000    | 12,281,000               | 6                                  |
| 1899 | 841,000    | 17,426,000               | 5                                  |
| 1900 | 912,000    | 22,269,000               | 4                                  |
| 1901 | 869,000    | 19,766,000               | 5                                  |
| 1902 | 897,000    | 19,497,000               | 4                                  |
| 1903 | 922,000    | 20,037,000               | 5                                  |
| 1904 | 1,955,000  | 22,333,000               | 9                                  |
| 1905 | 2,975,000  | 25,414,000               | 7                                  |
| 1906 | 2,983,000  | 30,692,000               | 10                                 |
| 1907 | 3,006,000  | 35,295,000               | 9                                  |
| 1908 | 3,041,000  | 37,005,000               | 8                                  |
| 1909 | 3,078,000  | 40,409,000               | 8                                  |
| 1910 | 3,108,000  | 55,338,000               | 6                                  |

出典；台湾近現代史研究会編「台湾近現代史研究創刊号」（1978年）所収、森久男著「台湾総督府の糖業保護政策の展開」

## 朝鮮での調査
韓国併合後に行われた土地調査の背景、概要、効果は以下のとおりである。

### 背景
日韓保護条約以後、朝鮮において日本の大資本が土地投資を始めた。地価が日本の10分の1から30分の1であったために小作料をとることで大きな利益を得ることができたからであった。また、朝鮮総督府は、日本人農業移民を積極的に奨励した。日本政府や自治体から朝鮮における営農に対し補助金が与えられた。移民してきた農民は自作経営を目的とする者と小作経営を目的とする者に区分された。続いて、土地所有の農業移民と朝鮮人に対する小作料徴収を目的として日本の各種農事会社が進出してくるようになった。1904年創立の韓国興業株式会社、1907年創立の日韓林業株式会社、1908年創立の韓国興農、韓国実業と続き、同年12月には、資本金1000万円で東洋拓殖株式会社が創立された。このような日本人・日本資本による土地所有権の取得は、以下のようになされていた。本来、土地の所有権は土地台帳や土地文記に明記されるが、この記録は20年ごとに施行される量田によって変更されることになっていた。しかし実際は、この量田が7、80年あるいは100年たっても実施されない状態が続いたので、売買契約書によって所有権の変更が認められた。そのため日本人が土地を所有しようとすれば、この売買契約書さえ手に入れればよかったのである。韓末の朝鮮政府は税源把握と土地所有権を調査確認することで外国人の土地所有を防ぐという目的で、1898年から1904年にかけて量田を行った。ただしこの量田は近代的な測量法を用いたものながら、量地の単位として従来と同じく結負法を使った。結負法とは、5尺＝1把、10把＝1束、10束＝1負、100負＝1結という土地の面積と、1結が一等田の場合は約3000坪であり六等田の場合には約12000坪であるという課税率を同時に表示するシステムであった。この時の量田によって、土地所有権証書として大韓田土地契が発行された。

### 土地調査事業の概要
1904年の第一次日韓協約により財政顧問に就任した目賀田種太郎は、土地問題を財政政策の一環として整理することにした。1906年10月、土地家屋証明規則が公布され、同年11月、土地家屋典当執行規則が公布された。これら規則により外国人も地方に配置されている総統府理事官の査証をうければ土地所有が可能となった。1910年3月、土地調査局が正式に発足した。これが日韓併合後には総督府臨時土地調査局となった。1910年5月から1918年10月にかけて、大規模な土地調査が行われた。調査内容は、所有権、等級と地価、地形・地貌であったが、併せて統治資料とするために地方の人的状況、経済的状況、慣習も調査内容とされた。調査は申告制によった。義兵の蜂起等で調査不能な地域では面長等の不正確な報告を基にした地域もあった。また本調査事業は、これまでの量田が結負法を使用したのに対し、町歩を単位とする方法に変えられた。

### 土地調査事業の結果
これまでの結負法を使った量田によれば農地面積は239万9842町歩であったのに対し、新しい土地調査によれば434万2091町歩に達した。194万2249町歩（81パーセント）の増加である。それだけ課税対象が増えたことになる。またこの土地調査の結果先祖代々その土地を耕作していた農民の権利は無視して、国家に対して租税を納めながら農民から小作料を徴収する地主の所有権を全面的に認めたことになる。従来農民の小作権は奪うことができないものと考えられてきたのが、本土地調査の結果、地主の自由になるものになってしまった。また、多くの土地が国有地として編入された。代々慣習により耕作してきた多数の農民が証書を持っておらず、証書による裏付けがないとして国有地に編入された。申告されていない土地も国有地に編入された。その結果多くの小作農民が農地を失った。この土地調査事業を端緒として、日本人の土地取得が進んだ。日本人高利貸が苛酷な手段を用い担保権の実行として土地を取得したケースも多かった。日本人地主は、1909年には692人、所有土地総面積は52,436町歩であったのが、1915年には6969人、所有土地総面積は205,538町歩というように、わずか6年で急激に膨れ上がった。このように、耕作者が土地をなくし、地主に土地が集まる大きなきっかけとなるのが土地調査事業であったといえる。この土地調査事業の終わる頃の1916年の戸口調査によると、農民数は929万人であり、総人口1092万人のうちの85パーセントを占めていた。農家戸数は265万戸であるが、内訳は地主が8万戸、自作農52万戸、自小作農104万戸、小作農100万戸となっている。わずか3パーセントの地主の下に、77パーセントの農家がいるという構造になっていたのである。